# Tyrałowa Czuba
Tyrałowa Czuba (1400 m n.p.m.) – mało wybitny reglowy wierzchołek (czuba) w bocznym grzbiecie odchodzącym od Furkaski we wschodnim kierunku. Grzbiet ten oddziela Dolinę Krytą od doliny Wielkie Koryciska. Obydwie są odnogami Doliny Chochołowskiej w Tatrach Zachodnich. Tyrałowa Czuba znajduje się w górnej części tego grzbietu, ok. 250 m na wschód od północnej grani Wołowca i biegnącej nią granicy polsko-słowackiej.
Tyrałowa Czuba jest w większości zalesiona i nie prowadzi przez nią żaden szlak turystyczny. Na jej północnych, opadających do Wielkich Korycisk stokach znajduje się duża polana Tyrałówka. Dawniej polana ta wchodziła w skład Hali Krytej, obecnie znajduje się na obszarze ochrony ścisłej Koryciska. Na Tyrałowej Czubie, na wysokości 1320–1350 m n.p.m. rośnie rzadki w Tatrach i w ogóle w Polsce gatunek rośliny – ostrożeń głowacz (do 2008 podano jego występowanie w Tatrach na 9 tylko stanowiskach).
Nazwa polany, a od niej wierzchołka, pochodzi od góralskiego nazwiska Tyrała.